# Akaflieg Berlin
Akaflieg Berlin é um dos 13 grupos de aviação na actualidade que está ligado a universidades alemãs. Também conhecidos como Akaflieg Berlin and Flugtechnische Fachgruppe ou mesmo Akademische Fliegergruppe Berlin (Grupo Académico de Aviação de Berlim), a Akaflieg Berlin é composta principalmente por estudantes universitários envolvidos no design e desenvolvimento de planadores, assim como em pesquisas de aerodinâmica.
Fundada em 1920, compõe vários dos mais antigos clubes e associações de planadores da Alemanha.
Durante a Segunda Guerra Mundial, foi responsável pelo protótipo Akaflieg Berlin B-9, um bimotor desenvolvido para estudar as vantagens e desvantagens da pilotagem de bruços.
Por volta de 2007 a Akaflieg Berlin era o grupo executivo da Idaflieg (Interessengemeinschaft deutscher akademischer Fliegergruppen), que é o corpo controlador de todos os grupos universitários relacionados com a aviação.

Na actualidade, a Akaflieg Berlin opera 3 aeronaves: o Grob G-103 Twin III, Glasflügel 303 Mosquito, Schempp-Hirth Discus e o Schleicher ASW 24, e duas aeronaves de sua concepção, o Akaflieg Berlin B12 e o Akaflieg Berlin B13.